# Centre de préparation opérationnel des combattants de l'Armée de l'air
Le Centre de Préparation Opérationnel des Combattants de l'Armée de l'air (CPOCAA) est l'Unité de formation initiale des commandos de l'air ainsi que des Militaires Techniciens de l'Air (MTA) de l'Armée de l'air et de l'espace. Créé le 26 juin 2015, il remplace l'Escadron de formation des commandos de l'air et fusionnant avec le centre de formation militaire élémentaire (CFME) de Saintes ; il stationne sur la Base aérienne d'Orange-Caritat,.

## Missions
Le CPOCAA assure la formation militaire élémentaire (FME) de tous les MTA de l'Armée de l'Air et de l'Espace, d'une durée de 6 semaines, peu importe leur spécialité d'origine.
À l'issue de la phase de formation militaire élémentaire, le CPOCAA forme ses stagiaires à la spécialité de Fusilier commando de l'air, avant leur première affectation, mais également, tout au long de leur parcours professionnel dans cette spécialité.
Il offre plus d’une quarantaine de stages, d’une durée variant d’une semaine pour la mise en condition avant projection en opération extérieure (MCP), à 18 semaines pour le stage ATTILA, destiné aux commandos parachutistes devant intégrer le commando parachutiste de l’air (CPA 30).

## Histoire
La formation des Fusiliers commandos de l'air était initialement assurée directement par les unités.
En 1968, est créée la Brigade d'instruction des fusiliers commandos de l'air (BIFCA), sur la base aérienne 726 Nîmes-Courbessac, sur le territoire de la commune de Nîmes.
De 1979 au 11 mars 1994, date de création de l'EFCA, la formation des fusiliers commandos de l'air était assurée par l'Escadron de formation des fusiliers commandos et des maîtres-chiens (EFFCMC), implanté sur la base aérienne 726 Nîmes. 
De juin 1996 à août 1998, l'EFCA était rattaché à la base aérienne 200 Apt-Saint-Christol.
De 1998 à 2015, l'EFCA stationnait sur la base aérienne 102 Dijon-Longvic. Il est dissous en juin 2015 et le Centre de formation rejoint alors la base aérienne 115 Orange-Caritat depuis le 26 juin 2015,. Il fusionne également avec le centre de formation militaire élémentaire (CFME) de Saintes pour assurer la FME de tous les MTA de l'Armée de l'Air et de l'Espace.

## Insigne et traditions
Le CPOCAA a repris l'insigne (insigne Armée de l´air homologué A1317) ainsi que la devise de l'EFCA (« instruire pour protéger » :discere ad tegendum).

## Stages
Le CPOCAA propose cinq[réf. nécessaire] parcours de formation pour les fusiliers-commando: FME, MAQUIS, MATOU et ATTILA. Il fournit un détachement pour la formation des BELOUGA.
De plus, il forme les maîtres-chiens de l'Armée de l'Air et de l'Espace, de par le stage FSI (formation de spécialité initiale pour les MTA), ou le stage CE (certificat élémentaire) pour les sous-officiers, bien comme le BS (brevet supérieur). Il fournit également les stages Homme d'attaque niveau 1 et 2, bien comme les stages spécifiques de Pistage et Appui à la recherche et détection d'explosifs pour les équipes cynotechniques. 
Il offre plus d’une quarantaine de stages, d’une durée variant d’une semaine pour la mise en condition avant projection en opération extérieure (MCP), à 18 semaines pour le stage ATTILA, destiné aux commandos parachutistes devant intégrer le commando parachutiste de l’air (CPA 30). Nous pouvons y compter des stages comme l'IAETC (Instructeur armement, emploi des armes et tir de combat) en charge de former les ITC (Instructeur tir de combat), moniteur et instructeur TAD (techniques d'auto-défense), entre autres.